# Schienenverkehr in Uruguay

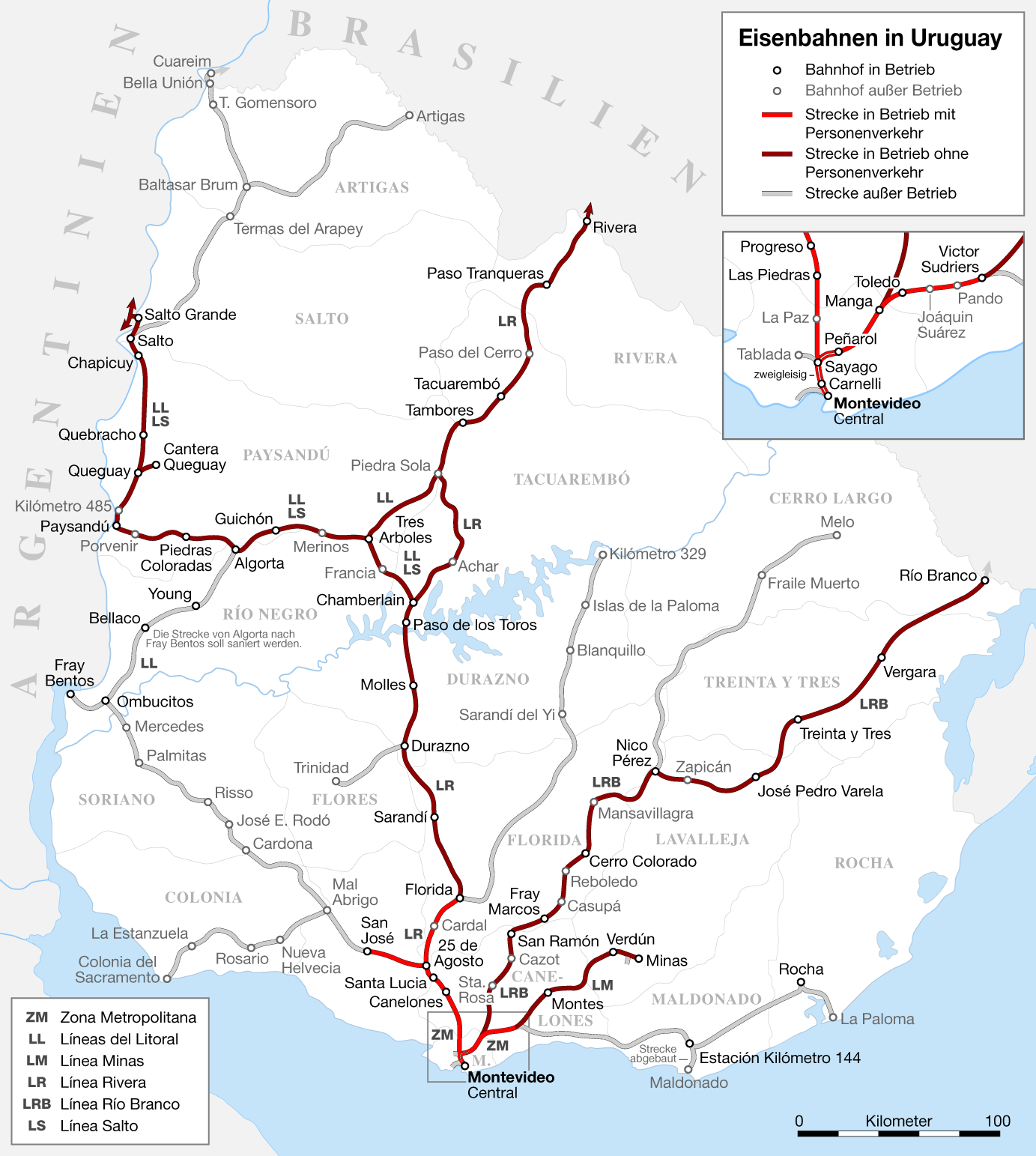
Streckenkarte, Stand 2010

Der Schienenverkehr in der Republik östlich des Uruguay wird von der staatlichen Eisenbahngesellschaft Administración de Ferrocarriles del Estado dominiert. Sie ist aus der Verstaatlichung privater Eisenbahngesellschaften 1952 hervorgegangen.
Neben dem Eisenbahnnetz bestehen keine Schienenverkehrsnetze.

## Geschichte
Die erste Eisenbahnstrecke Uruguays wurde am 1. Januar 1869 zwischen den beiden Bahnhöfen Las Piedras und Bella Vista (heute Bahnhof Lorenzo Carnelli, inzwischen nach Montevideo eingemeindet) eröffnet. Im Jahre 1871 wurde die Strecke dann bis nach Montevideo verlängert.
Am 31. Dezember 1948 beschloss das uruguayische Parlament ab dem 31. Januar 1949 alle privaten und staatlichen Eisenbahngesellschaften Uruguays zusammenzufassen und unter die Leitung des Verkehrsministeriums zu stellen. Nach und nach erfolgte die Verstaatlichung der privaten Eisenbahngesellschaften Central Uruguay Railway Limited (CUR; 1574 Kilometer langes Schienennetz), Midland Uruguay Railway (506 Kilometer Schienennetz), North Western of Uruguay Railway (182 Kilometer Schienennetz) und Uruguay Northern Railway (114 Kilometer Schienennetz), welche vorerst unter dem Namen Ferrocarril Central de Uruguay zusammengefasst wurden. Am 19. September 1952 wurde die Administración de Ferrocarriles del Estado, in der die bisherigen staatlichen Eisen- und Straßenbahnen sowie die Ferrocarril Central de Uruguay aufgingen, gegründet.
Im Jahr 1980 hatte das Gesamtnetz eine Länge von 3005 Kilometern, von denen 2500 km in Betrieb waren.
Nach der Redemokratisierung Uruguays wurde im Jahr 1988 der gesamte Personen- und Stückgutverkehr eingestellt, die AFE betrieb von nun an nur noch Güterverkehr. Ein Großteil des Wagenparks war damals sehr heruntergekommen und wurde verschrottet. Seit den neunziger Jahren betrieb die AFE immer wieder einzelne Verbindungen im Personenverkehr
Eisenbahnunfälle
- Ende Mai 1927 stießen zwei Güterzüge in der Nähe von Berrondo frontal zusammen. Die vierköpfiges Besatzung des mit Doppeltraktion in nördliche Richtung fahrenden Zuges kam ums Leben.[3]
- Im August 1963 wurde durch Sabotage ein Reisezug zum Entgleisen gebracht. Zwei Wagen wurden zerstört. 40 Menschen starben.[4]
- Im März 2006 überfuhr eine Lokomotive in Young mehrere Menschen bei Fernsehaufnahmen des Senders Canal 10 für eine Wohltätigkeitsveranstaltung. Es gab mindestens acht Tote und viele Schwerverletzte (zum Beispiel mit Gliedmaßenamputationen).[5]

## Bahnhöfe (Auswahl)

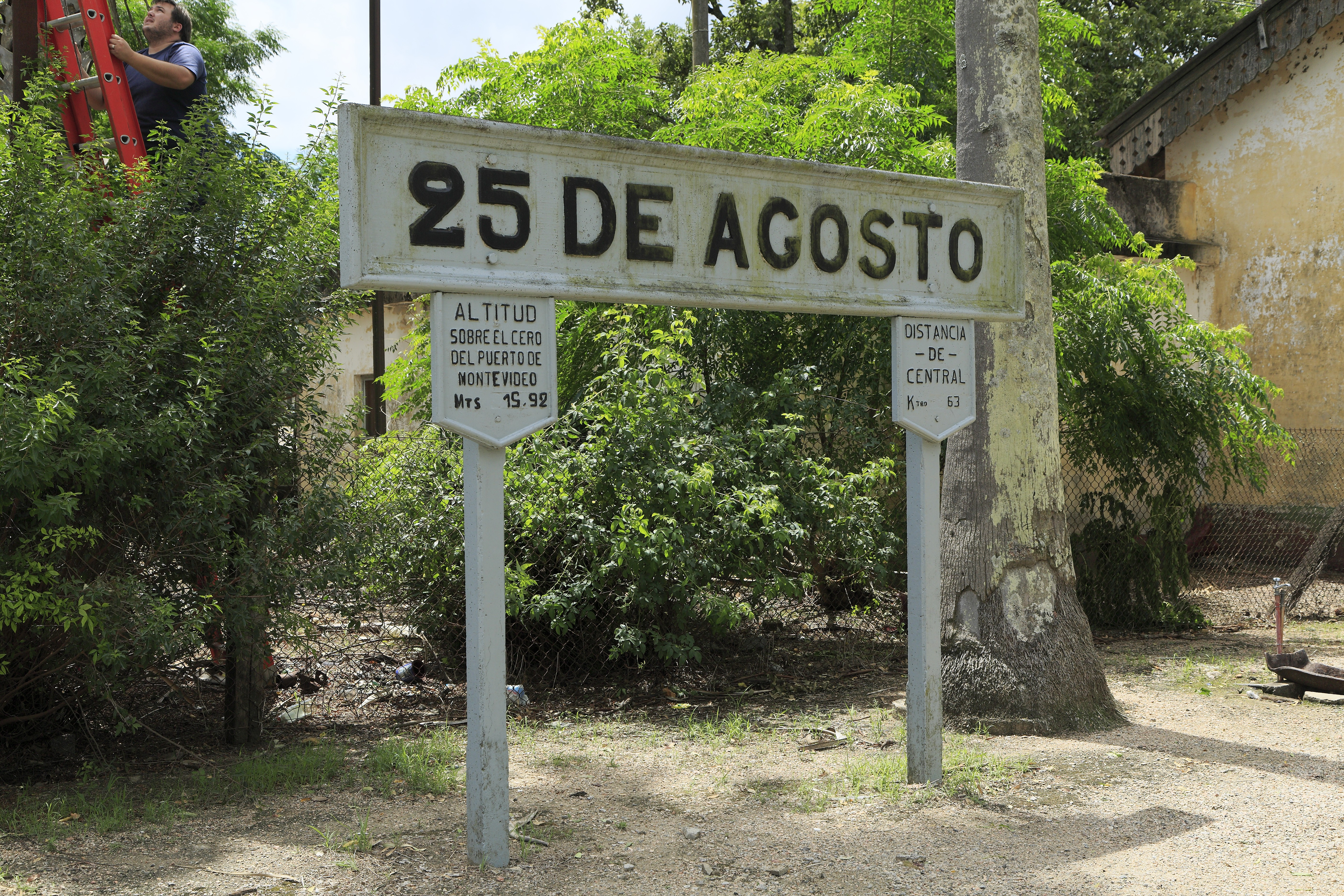
Typisches Bahnhofsschild mit Höhenabgabe links und Entfernung zur Estación Central in Montevideo rechts

Der ehemalige Bahnhof Estación Central General Artigas in Montevideo war bis zur Einstellung des Verkehrs und dem Verkauf an eine Bank 1998 der größte Bahnhof in Uruguay.
Folgende Bahnhöfe stehen unter Denkmalschutz:
- Estación Central General Artigas, Montevideo
- Bahnhof Fray Bentos (außer Betrieb) (Bahnhofsgebäude, Nebengebäude, Lokschuppen und Drehscheibe)
- Bahnhof Tranqueras
- Bahnhof Ataques
- Bahnhof Rivera
- Bahnhof Salto (Bauensemble Eisenbahn)
- Bahnhof Paso de los Toros
- Bahnhof Treinta y Tres
- Bahnhof Mal Abrigo (außer Betrieb)

## Personenverkehr
Die einzige Eisenbahngesellschaft, die Personenverkehr betreibt, ist die AFE. 
Statistik:
| Jahr | Fahrgäste | Betriebsleistung |
| ---- | --------- | ---------------- |
| 2006 | 667.000   | 323.000 Zug-km   |
| 2010 | 594.000   | 307.000 Zug-km   |
| 2015 | 343.000   | 167.000 Zug-km   |
| 2020 | 8.500     | 28.000 Zug-km    |

Mit Fertigstellung des Projektes Ferrocarril Central wäre eine Wiederaufnahme des Personenverkehrs zwischen Montevideo und 25 de Agosto möglich.

## Güterverkehr
Die Eisenbahn bewältigt einen Teil des Güterverkehrs in Uruguay, insbesondere Massengüter. So wird zum Beispiel Holz aus den Wäldern abgefahren, Schüttgut- und Containerverkehr auf Flachwagen durchgeführt. Weitere wichtige Aufgaben sind der Transport von Gütern wie Klinker, Treibstoff, Reis, Mais und Gerste. Auch der Transport von Gütern aus dem Norden des Landes und des Landesinneren an die Häfen. Jedoch fehlt oft die nötigte Infrastruktur, um das Transportaufkommen zu steigern, denn die benötigte Gleisinfrastruktur, die Warenlager, Kräne für den Warenumschlag und Laderampen fehlen vor allem an vielen kleinen Bahnhöfen. 2007 beförderte die AFE insgesamt 1.377.000 Tonnen Güter auf der Schiene; zehn Jahre später das ausgegründete Tochterunternehmen Servicios Logísticos Ferroviarios nur noch 628.000 Tonnen.
Seit der Fertigstellung des Projektes Ferrocarril Central 2024 fahren 475 m lange Güterzüge zwischen einer neuen Zellstofffabrik in Paso de los Toros und dem Hafen von Montevideo.

## Fahrzeuge
Es sind ausschließlich Triebfahrzeuge mit Dieseltraktion im Einsatz. Im Jahr 2022 waren 2 Streckenlokomotiven, 3 Rangierlokomotiven und 7 Dieseltriebwagen betriebsbereit (zuzüglich zwei Lokomotiven von Eisenbahnbauunternehmen). 
Neben den 600 Güterwagen der SeLF gibt es auch Wagen großer Güterkunden, wie der ANCAP. Portren setzt 120 Güterwagen des spanischen Herstellers Talleres Alegría zum Transport von Zellulose ein.
Es werden keine Reisezugwagen eingesetzt (außer Museumsbahn und Sonderzüge).

## Streckennetz
Das knapp 3000 km große Streckennetz besteht aus 1355 km Bahnstrecken in Betrieb und 1600 km stillgelegt (Stand 2020). Alle Strecken sind normalspurig und nicht elektrifiziert:
- Bahnstrecke Montevideo–Paso de los Toros
- Bahnstrecke Sayago–Minas (Línea Minas)
- Bahnstrecke Paso de los Toros–Rivera
- Bahnstrecke Toledo–Rio Branco (Línea Rio Branco)
- Bahnstrecke Chamberlain–Salto (Línea Litoral)
- kleinere Verbindungs- bzw. Nebenbahnen (Ramal ferroviario)
- eine Anzahl stillgelegte Strecken

In Rivera besteht eine 5 km lange Bahnverbindung ins brasilianische Santana do Livramento (Normal-/Meterspur). Eine über die Staumauer des Wasserkraftwerkes Salto Grande verlaufende Verbindungsbahn nach Argentinien wird derzeit nicht genutzt.

## Zukunft
Mit Genehmigung des Verkehrsministeriums erstellt ein Konsortium der Firmen Saceem/Stiler/Stadler Rail Valencia eine Machbarkeitsstudie über eine Stadtbahn vom Plaza Independencia (Montevideo) über die Avenida 18 de Julio nach El Pinar. Das Konsortium nennt sich nach dem gleichen Anfangsbuchstaben auch consorcio 3 Eses. Das Projekt wird nach den beteiligten Departamentos tren rápido Montevideo-Canelones benannt. Die Gewerkschaft Unión Ferroviaria schlägt stattdessen die Reaktivierung einer stillgelegten Bahnstrecke nach Parque del Plata vor.

## Eisenbahnverkehrsunternehmen
Jedes private Unternehmen darf in Uruguay das Schienennetz gegen Gebühr nutzen, wenn es eigene Fahrzeuge besitzt. So fuhr Anfang der 2010er Jahre zeitweilig ein Personenzug der argentinischen Trenes de Buenos Aires auf der Bahnstrecke Salto–Paso de los Toros.

## Eisenbahnmuseen

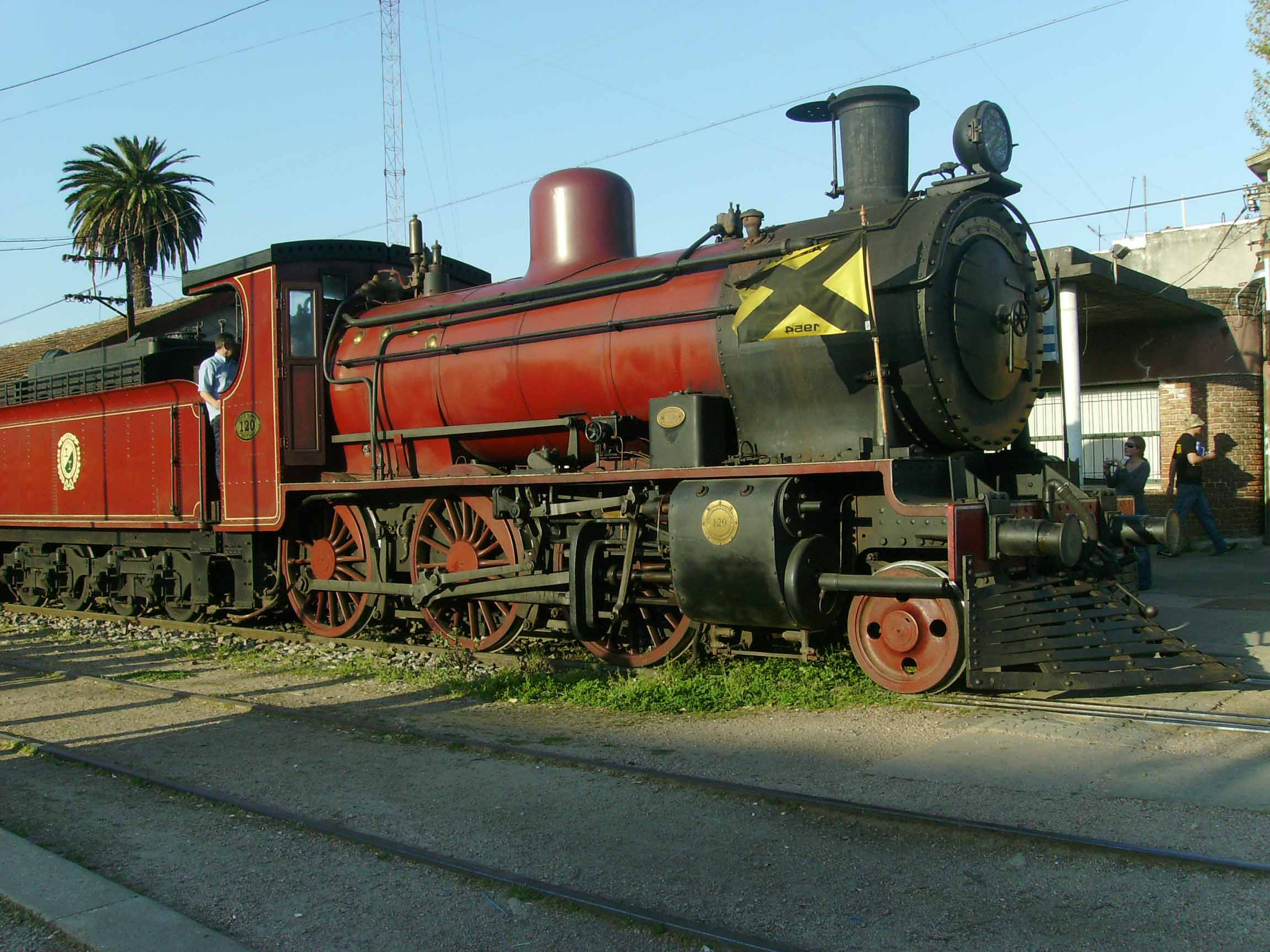
Die historische Dampflok Nr. 120 auf einer Sonderfahrt im Bahnhof Las Piedras

Direkt an das Güterwagenausbesserungswerk Peñarol (Montevideo) grenzt ein Eisenbahnmuseum mit Ringlokschuppen und Drehscheibe über die Eisenbahn(geschichte) Uruguays. Im Museum befinden sich viele (historische) Eisenbahnfahrzeuge aus Uruguay wie z. B. verschiedene, betriebsfähige Dampfloks.
Weitere Eisenbahnmuseen befinden sich im Bahnhof Paysandú (Museo Ferroviario Midland) und im Bahnhof Victor Sudriers (Museo de la Cultura Ferroviaria).